# Tsenhor
Tsenhor, levde cirka 525 f.Kr., var en egyptisk entreprenör som levde under Egyptens tjugosjunde dynasti.
Hon var verksam som entreprenör i staden Tebe i södra Egypten. Hon var en choachyte, vilket var ett slags begravningsentreprenör, som tog hand om mumierna efter avlidna personer och fann en begravningsplats för dem, som antingen var ny eller en återvunnen grav. Hon lät därefter utföra, på uppdrag av de anhöriga eller enligt de dödas testamente, religiösa ritualer vid graven för den avlidnes räkning så länge de den dödas donations räckte eller de anhöriga fortsatte att betala dem. De kallades "vattenbärare", eftersom vatten ingick i de ritualer de utförde. 
Hon hade en lång och framgångsrik karriär och var enligt efterlämnade dokument välbärgad och med egen egendom. 
Hon var gift två gånger, och testamenterade lika arv till sin son från första äktenskapet och dotter från andra äktenskapet. Papyrus som dokumenterar hennes yrkesliv och verksamhet finns på flera olika museer i Europa. 